# Ansiaux
Ansiaux is een sinds 1969 tot de Belgische adel behorend geslacht.

## Geschiedenis
Op 24 oktober 1969 werd ir. Hubert Jacques Nicolas Ansiaux (1908-1987), onder andere gouverneur van de Nationale Bank van België, gouverneur van het Internationaal Monetair Fonds, motu proprio verheven in de erfelijke Belgische adel met de persoonlijke titel van baron; in 1977 volgde verlening van de overgang bij eerstgeboorte van de titel van baron. Behalve de hoofden van het geslacht dragen de andere telgen de titel van jonkvrouw. In 2009 overleed de laatste mannelijke telg waardoor dit adelsgeslacht op uitsterven staat; anno 2017 leven nog drie vrouwelijke telgen (geboren in 1945, 1983 en 1985).

### Wapenbeschrijving
Gedeeld, één in zilver, drie hengsels van sabel, twee in keel, drie emmers zonder hengsels, van goud. Een helm van zilver, gekroond, getralied, gesierd en omboord van goud, gevoerd en gehecht van azuur. Dekkleden: keel en zilver. Helmteken: een uitkomende reebok van natuurlijke kleur. Wapenspreuk: 'Je fais face' in letters van zilver, op een lint van keel. Bovendien, voor de [titularis] het schild getopt met de rangkroon van baron, en gehouden door twee reebokken van natuurlijke kleur.

## Enkele telgen
Ir. Hubert Jacques Nicolas baron Ansiaux (1908-1987), onder andere gouverneur van de Nationale Bank van België, gouverneur van het Internationaal Monetair Fonds
- Ir. Philippe baron Ansiaux MBA (1941-2009), laatste mannelijke telg van het adelsgeslacht